# Pétrusse
De Pétrusse (Luxemburgs: Péitruss, Duits: Petruss) is een rivier die stroomt door het land Luxemburg en dan voornamelijk in de hoofdstad Luxemburg. De rivier heeft meerdere bronriviertjes die ontspringen nabij Dippach, samenvloeien en vervolgens de Pétrusse vormen. Daarna stroomt de rivier door Bertrange om na 12 kilometer uit te monden in de Alzette in het stadsdeel Grund.
De naam van de rivier verwijst niet naar Petrus, maar komt van het latijnse woord Petra wat Steen betekent. In 1933 werd de rivier gekanaliseerd, maar recentelijk is de laatste 50 meter van de rivier weer teruggebracht in zijn oude staat. Naast de rivierbedding zijn nog restanten van de oude Bourbonsluis te vinden, die aangelegd is in 1728 om het hoogteverschil tussen de stad en het dal te kunnen overbruggen.
In het gedeelte waar de rivier door een diep dal loopt liggen twee bekende bruggen: de Passerelle en de Adolfsbrug. Deze bruggen worden ook wel de Oude en de Nieuwe Brug genoemd.

## Zijriviertjes
- Grouf (van rechts)
- Zeissengerbach (van rechts)
- Eider (van rechts)

- Bibliothèque nationale de France: cb159185060 (data)
- Virtual International Authority File: 143563363